# Valerijana
Odoljen (macina trava, valerijana, makebohija), Valeriana officinalis, višegodišnja je zeljasta biljka iz porodice Valerianaceae.

## Opis biljke
U Srbiji odoljen raste kao samonikla biljka u polusenovitim šumama, na livadama sa više vlage, pored reka i potoka. Uspeva na nadmorskoj visini do 2000 metara. Valerijana traži rastresita, vlažna i humusna zemljišta. Zbog sve veće potražnje na domaćem i inostranom tržištu prešlo se na plantažno gajenje, najviše u Banatu i centralnoj Srbiji. Valerijana se najuspešnije gaji u predelima sa prosekom padavina od 800 do 1000 mm po  godišnje ili ako je moguće nadoknaditi nedostatak padavina veštačkim putem (zalivanjem). Godišnji optimalni prosek temperature je od 8 do 11 °C. Nadmorska visina takođe utiče na prinos i kvalitet: sa povećanjem nadmorske visine opada prinos ali se povećava procenat etarskog ulja. Domaća valerijana sadrži od 0,2 do 0,5% etarskog ulja.

## Delovanje
Valerijana deluje na GABA neurotransmitere u CNS s, povećavanjem njihove koncentracije u pukotini između dve nervne ćelije, tako što povećava njihovu sekreciju i smanjuje ponovni ulazak supstance u ćeliju.
Valerijana sadrži valerensku kiselinu, koja je odgovorna za njeno sedativno dejstvo.
Takođe osim sedativnog valerijana ima i anksiolitičko delovanje.
Testovi na laboratorijskim životinjama pokazali su da valerijana povoljno utiče u lečenju srčane aritmije.

## Medicinska primena
Najdelotvornije komponente svih vrsta valerijane su valepotrijati i eterično ulje. Manje važni su alkaloidi i glikozidi. Preparati mogu biti u obliku tinktura, tableta, kapsula ili dražeja koje sadrže ekstrakte korena.
Tokom Prvog i Drugog svetskog rata, tinkture valerijane su se koristile za lečenje vojnika koji su pretrpeli takozvani "rovovski šok".
Primena valerijane je široko rasprostranjena u alternativnoj medicini, gde se koristi kao lek za nervnu napetost, razdražljivost i nesanicu, kao i za pomoć prilikom odvikavanja od pušenja.
Istraživanja su pokazala da valerijana može biti korisna kod umanjavanja apstinencijalne krize izazvane naglim prestankom uzimanja diazepama (valijum, bensedin).
Lekovi protiv nervoze, nesanice i stresa, koji se u Srbiji mogu kupiti bez recepta, često u sebi sadrže valerijanu.

#### Neželjena dejstva
Upotrebom alkohola i lekova koji deluju kao depresori centralnog nervnog sistema, pojačava se dejstvo valerijane. Prevelika doza valerijane može izazvati glavobolje, uznemirenost i teškoće sa buđenjem. Ne preporučuje se trudnicama i dojiljama, kao i vozačima i osobama koje upravljaju opasnim mašinama.
Prilikom pravilnog doziranja valerijane, nisu prijavljena neželjena dejstva. Obično ne izaziva fizičku zavisnost, mada je dokazano da svakodnevno uzimanje valerijane u velikim količinama (većim od preporučene doze), može izazvati apstinencijalnu krizu ako se naglo prekine sa uzimanjem.

## Spoljašnje veze
- Valerian at AAFP Архивирано на веб-сајту  (16. октобар 2008)

|  | Molimo Vas, obratite pažnju na važno upozorenje u vezi sa temama iz oblasti medicine (zdravlja). |